# قرش الشعاب الكاريبي
قرش الشعاب الكاريبي (الاسم العلمي: Carcharhinus perezii)، نوع من القرش الترابي وفصيلة البنبكيات. توجد في المياه الاستوائية في غرب المحيط الأطلسي من فلوريدا إلى البرازيل، وهو أكثر شيوعًا في البحر الكاريبي.

## معرض صور

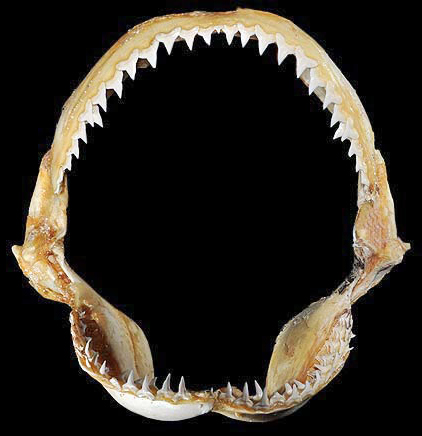
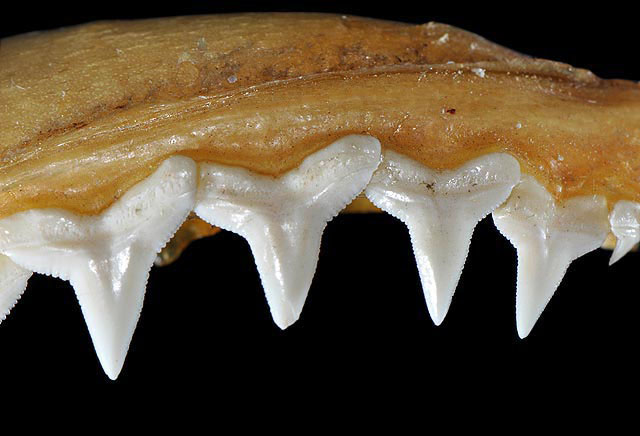
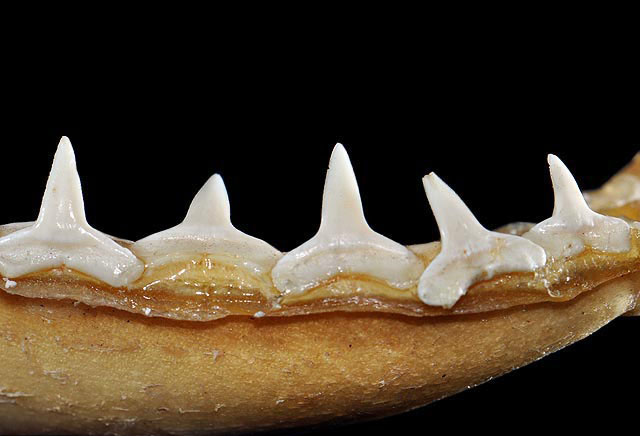